# We Can't Imagine
We Can't Imagine è un album del gruppo musicale italiano Tan Zero, pubblicato nel 1987 dalla Hiara Records.

## L'album
Nello stesso anno alcuni brani dell'album sono stati utilizzati come colonna sonora del film d'essai L'imperatore di Roma di Nico D'Alessandria. Nel 2008 l'album è stato ripubblicato dalla Musea Parallele con l'aggiunta di diversi brani.

## Tracce
Testi e musiche di Alessandro Lunati.

### Edizione del 1987
Lato A
1. Ike-Ray – 1:02
2. Open Your Eyes – 3:32
3. Make You A Clister – 3:45
4. Tan – 1:35
5. We Can't Imagine – 4:23
6. Vision Egg – 3:13

Lato B
1. Gnigo Gnago Circus – 1:44
2. Walk Away – 4:40
3. Ike-Ray – 11:15

### Riedizione del 2008
1. We Can't Imagine (Vers. 2008)
2. Ike Ray
3. Open Your Eyes
4. Make You a Clister
5. Tan
6. We Can't Imagine (Original Vers.)
7. Vision Egg
8. Gniga Gnago Circus
9. Walk Away
10. Ike Ray
11. Non viaggerò più nei sogni miei
12. Appuntamento nel sonno
13. La Polycar dello zio Sergio
14. Cane in coma
15. Cosmorella e il voyeur
16. Monodrollo Fek
17. Nike-Shit
18. Tan Dub 98
19. L'oro di Ivo
20. Uomo in pantofole che pensa ai cazzi suoi

## Edizioni
- 1987 - We Can't Imagine (Hiara Records, HR 8002, LP)
- 2008 - We Can't Imagine (Musea Parallele, MP3071, CD)